# Nokë Sinishtaj

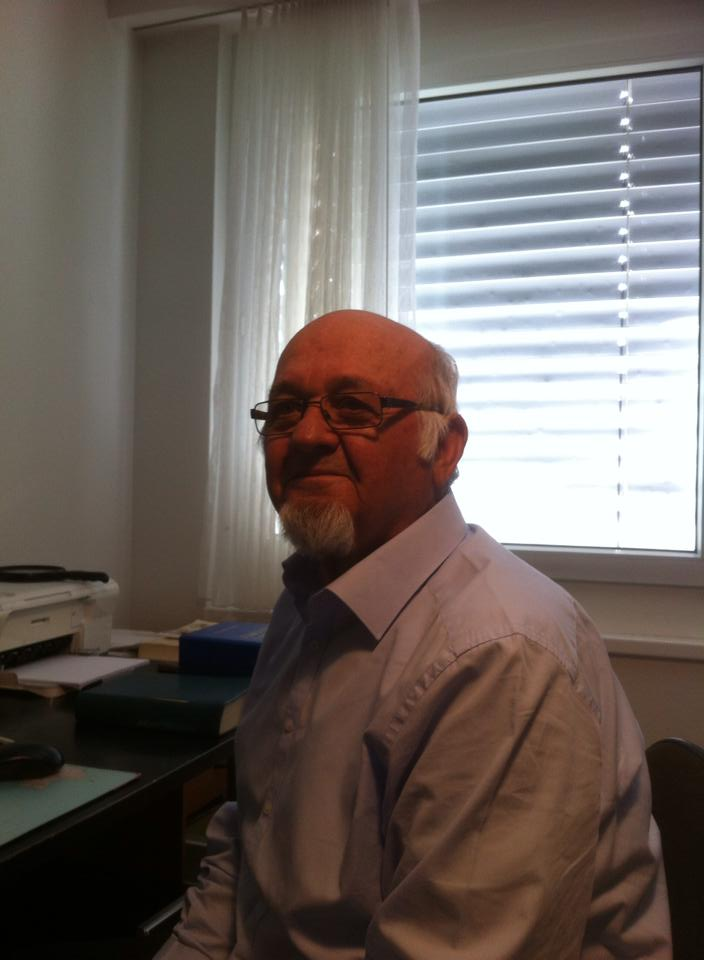
Sinishtaj (2014)

Nokë Ndue Sinishtaj (* 24. August 1944 in Ksheve, Montenegro) ist ein montenegrinischer Schriftsteller.

## Leben
Den Künstlernamen Noke erhielt Sinishtaj von seinen Eltern. Noke kommt aus der Großfamilie Shytaj. Dieser Clan besteht aus 60 Personen, die gemeinsam in einem großen Haus wohnen, im sogenannten „Shytaj-Dorf“. Er ist das vierte von 13 Kindern der Sinishtaj Familie.
Die Grundschule besuchte er in Ksheve und Tuzi. In Zadar absolvierte er das klassische Gymnasium. In Zagreb und Rijeka begann er das Studium der Theologie. Im italienischen Firenca beendete er dieses letztlich.

## Literarische Werke
in Albanisch
- “Mogilat e Kshevës” (1976)
- “Te varret e Kshevës”, Gedicht (1976)
- “Syri i ngujuar”, Gedicht (1998)
- “Në vend të epitafit”, Gedicht (2002)
- „I vetmuar, në kopshtin tim, qaj për të afërmit e mi“,(2002)
- “Spirale”, Gedicht (2003)
- “Rekuiem për fshatin tim”, Gedicht (2005)
- “Tetë letra të Martin Camaj”, (2000)
- “Nga sergjeni i harruar”, Gedicht (2007)
- “Rrefimet e një prifti të rebeluar”, ? (2000)
- ”Kupa e thyer e heshtjes”, Gedicht (2010)
- “Nën arkada të universit”, Gedicht (2013)

in Kroatisch
- “More mira u nemiru”, Gedicht (1974)
- “Nerastoceni mir”, Gedicht (1974)
- „Dubrovnik“, Gedicht (1974)
- „Apokalipsa Paska s Prokletia“, Roman (1977)

in Italienisch
- „Rimani amica“, Gedicht (1977)

| Personendaten    | Personendaten                            |
| ---------------- | ---------------------------------------- |
| NAME             | Sinishtaj, Nokë                          |
| ALTERNATIVNAMEN  | Nokë, Antonio (Künstlername)             |
| KURZBESCHREIBUNG | montenegrinischer Dichter und Übersetzer |
| GEBURTSDATUM     | 24. August 1944                          |
| GEBURTSORT       | Ksheve, Montenegro                       |